# Новокриушанское сельское поселение
Новокриушанское сельское поселение — муниципальное образование в Калачеевском районе Воронежской области.
Административный центр — село Новая Криуша.

## Административное деление
Состав поселения:
- село Новая Криуша.